# 건석
건석(蹇碩, ? ~ 189년)은 중국 후한 말의 정치가이다.

## 행적
십상시 중의 한 사람이다. 후한 영제 때 국정을 어지럽히던 간신 집단 십상시의 한 명으로 막강한 권세를 누렸다.
189년 황제 영제가 승하하게 되자 후계 문제를 몰래 상의해 진류왕 유협을 황제 자리에 앉히기 위해 대장군 하진을 제거할 계획을 세웠으나 사마 반은에 의해 사전에 발각당했고 하진의 부하 사예교위 원소와 전군교위 조조가 5000명의 군사를 이끌고 궁궐로 난입해 하진의 조카 유변을 황제로 세웠다.
이에 원소의 군사를 피해 도주하던 건석은 결국 동료 십상시던 곽승에게 살해당했다.

## 같이 보기
- 삼국지 인물 목록